# 슈퍼J채널
슈퍼J채널(일어:スーパーJチャンネル, 영어:Super J Channel, 통칭:J채널, J챤)은 테레비 아사히(ANN)계열을 통해 1997년 3월 31일부터 방송하고 있는 저녁 뉴스프로그램이다.

## 개요
- 『슈퍼J채널』의 J는 저널(Journal)과 재팬(Japan)의 "J"에서 따왔다는 가설과 초대 사회자인 이시다 준이치의 이니셜 "J"에서 따왔다는 가설이 있다. 약칭은 당초「슈퍼J(スーパーJ,スパJ)」를 썼으나, 경쟁 프로그램인 「FNN 슈퍼뉴스」가 시작하면서 약칭이 혼동될 수 있어서 나중에는 「J챤(Jチャン)」으로 줄여쓰게 되었다. 또한 기획상 가제는 『슈퍼채널』또는『슈퍼채널J』라는 제안도 있었다.
- 평일은 17:53~18:15까지 『ANN 슈퍼J채널』라는 이름으로 ANN계열국(크로스넷 방송국 제외)에서 동시에 방송된다. 그리고 16:53~17:53까지는 지역방송 시간대로 아사히방송과 시즈오카 아사히 테레비 그리고 호쿠리쿠 아사히 방송을 제외한 대부분의 ANN 계열국에서 방송되고 있다.
- 현재 동시간대의 뉴스프로그램(NHK, 테레비도쿄제외)에서는 유일하게, 평일 뉴스 시간대에 스포츠와 연예뉴스 코너를 마련하지 않고 있다. 이전에는 18시대 전국뉴스시간 후반에 스포츠 코너가 있었으나, 나중에는 스포츠 코너를 폐지하고, 후속코너로 연예뉴스코너를 마련했다. 이들 코너가 끝난 지금은 스포츠뉴스는 18시대에, 연예관련 뉴스는 17시대에 여러 일반뉴스와 함께 전하고 있다.
- 전신『스테이션EYE』는 주말판만 1997년 9월 28일까지 반년간 계속했다. 같은 해 10월 5일부터는 모든 요일을「슈퍼J채널」로 통일하여 쓰게 됐다.
- 지금까지 저녁 뉴스 프로그램 중 TBS의『JNN 뉴스의 숲』과 니혼TV의 『NNN 뉴스 플러스1』이 최장수 프로그램이었지만, 두 프로그램이 모두 종영되면서(전자는 2005년 3월 27일, 후자는 2006년 3월 31일 각각 종영.), 2006년 4월부터 이 프로그램이 현존하는 최장수 저녁 뉴스프로그램이 되었다.
- 디지털방송에서는 프로그램 로고(SUPER J만 표시.)가 화면 우측하단에 표시되어 있다. 단, 프로그램 오프닝중에는 우측하단의 로고가 뜨지 않는다.

## 역대앵커

### 평일
- 1997.03.31～1997.06 - 이시다 준이치(월~목), 타시로 마사시(금), 타카하시 마키코(월~금)
- 1997.07～1998.04.03 - 이시다 준이치·타카하시 마키코(월~목), 타시로 마사시·하기노 시호코(금)
- 1998.04～1998.10.02 - 고미야 에츠코·츠보이 나오키(월~목), 타시로 마사시·하기노 시호코(금)
- 1998.10.05～ - 고미야 에츠코·츠보이 나오키

### 주말
- 1997.10～1999.03 - 가니세 세이치·가와세 마유미
- 1999.04～2000.09 - 가니세 세이치·가와키타 모모코
- 2000.10～2002.03 - 마츠이 야스마사·타카하시 마키코
- 2002.04～2003.03 - 호리에 마사오(ABC)·사부리 치에
- 2003.04～2004.03 - 마츠이 야스마사·사부리 치에
- 2004.04～2006.04 - 요시자와 카즈히코·사부리 치에
- 2006.04～ - 야마구치 유타카·무라카미 유코

## 방송시간

### 평일
- 1997.03.31～2000.09.29 - 17:00～19:00
- 2000.10.02～2005.07.01 - 16:55～19:00
- 2005.07.04～2006.03.31 - 16:54～19:00
- 2006.04.03～2015.03.29 - 16:53～19:00
- 2015.03.30.~2017.03.31. - 16:50~19:00(월~목), 15:50~19:00(금요일)
- 2017.04.03.~ - 16:50~19:00

### 주말
- 1997.10.04～2012.09.30 - 17:30～17:55 (2000.04.01부터 2000.10.01까지는 일요일만 방송)
- 2012.10.06~2013.03.31 - 17:30~18:00(토요일), 17:30~17:55(일요일)
- 2013.04.06~2015.03.29 - 17:30~18:00
- 2015.03.30~2016.04.02. - 17:30~18:00(토요일만) (이후 일요일은 보도 스테이션 선데이가 아침 10시에서 옮겨오며 계승)
- 2016.04.07.~2017.04.01. - 16:30~18:00(토요일만. 칸토 지방 기준)
- 2017.04.08.~ - 16:30~18:00(토요일. 칸토 지방 기준), 17:30~18:00(일요일. 보도 스테이션 선데이 종영으로 재개)

## 프로그램 타이틀로고
- 초대 1997.04～1998.03
- 2대 1998.04～2000.12
- 3대 2001.01～2003.09
- 4대 2003.10～2015.03
- 5대 2015.03~

## 동시간별 방송 프로그램
- 라이브 뉴스 잇! (후지 TV)
- 뉴스 에브리 (닛폰 TV 방송망)
- N스타 (도쿄방송)